# Geoffrey Cheah
Geoffrey Cheah (ur. 10 listopada 1990 w Londynie) – hongkoński pływak, uczestnik Letnich Igrzysk Olimpijskich 2016.

## Życiorys
Geoffrey jest synem Tajwańczyka i Malezyjki, ale ukończył West Island School, która znajduje się w Hongkongu. Jako student pobił młodzieżowe rekordy Hongkongu w kategorii: 100 m stylem grzbietowym, 200 metrów stylem grzbietowym, a także w 100 metrów stylem dowolnym. Dzięki tym wynikom zakwalifikował się na Letnie Igrzyska Olimpijskie 2016, ale odpadł zajmując 32. miejsce z wynikiem 22,46. Ukończył studia na Uniwersytecie Stanforda. Pracuje w BCG Digital Ventures.

## Kontrowersje
Po Igrzyskach Olimpijskich Geoffrey Cheah podczas wywiadu dla South China Morning Post ostro wyraził swoje zdanie na temat dopingu Sun Yanga, gdyż dowiedział się, że Chińczyk ćwiczył w trakcie trzymiesięcznej dyskwalifikacji.